# Saussurea pseudoleontodon
Saussurea pseudoleontodon là một loài thực vật có hoa trong họ Cúc. Loài này được (F.H. Chen) F.H. Chen miêu tả khoa học đầu tiên năm 1935.